# International Journal of English Studies
International Journal of English Studies es una revista científica semestral española de acceso abierto dedicacada a la investigación en educación, concretamente en los estudios ingleses. Es publicada por la Universidad de Murcia, que lo hizo por primera vez en 2001.

## Alcance
En los últimos años se ha posicionado en diversos índices internacionales de calidad de revistas científicas, destacando CARHUS+ 2014, en el cual se encuentra en el grupo C, y en la Clasificación Integrada de Revistas Científicas, en la que se encuentra en la categoría B en Ciencias Sociales y en la A en Ciencias Humanas.